# Dodge Intrepid
Dodge Intrepid — полноразмерный седан бизнес-класса, производимый американской компанией Dodge. Выпускался с 1992 года на заводе Dodge в Брэмптоне (Канада). В США и Мексике данный автомобиль широко известен под названием Chrysler Intrepid. В Европу и Россию модель официально не экспортировалась.

## История
Intrepid I (первое поколение) собирались на платформе LH1 (Chrysler Concorde и Chrysler LHS), в комплектации стояли продольно бензиновые впрысковые двигатели V6: 3,3-литровые 12-клапанные (163 л.с., 245 Н м) и 3,5-литровые 24-клапанные (218 л.с., 300 Н м). В 1998 году Intrepid I был снят с производства.
Intrepid второго поколения производился корпорацией Chrysler с 1998 по 2003 год. В основе автомобиля была платформа LH2. Intrepid II выпускался в трех комплектациях:
- SE с базовым двигателем 2,7 л, гидроусилителем руля, 2ПБ, электростеклоподъемниками, электрозеркалами, ЦЗ, магнитолой, стальными дисками на 16 дюймов и кондиционером;
- SXT с двигателем 3,2 л или 3,5 л, противотуманными фарами и литыми дисками;
- ES подразумевала дополнительно кожаный салон, бортовой компьютер и климат-контроль. К любой комплектации предлагались дополнительные опции: зимний пакет (подогрев сидений, зеркал, заднего стекла), электролюк, проигрыватель CD и др. На Intrepid II устанавливались 6-цилиндровые 24-клапанные продольно расположенные бензиновые двигатели.

## Характеристики
Intrepid I
| Модификация           | Количество дверей | Мощность(л.с.) | Максимальная скорость(км/ч) | Время разгона (0-100 км/ч)(c) | Объем топливного бака | Начало выпуска | Оконч. выпуска |
| --------------------- | ----------------- | -------------- | --------------------------- | ----------------------------- | --------------------- | -------------- | -------------- |
| 3.3 i V6 (163 Hp)     | 4                 | 163            | 187                         |                               | 68                    | 1993           | 1998           |
| 3.5 i V6 24V (218 Hp) | 4                 | 218            | 210                         |                               | 68                    | 1992           | 1998           |

Intrepid II
| Модификация               | Количество дверей | Мощность(л.с.) | Максимальная скорость(км/ч) | Время разгона (0-100 км/ч)(c) | Объем топливного бака | Начало выпуска | Оконч. выпуска |
| ------------------------- | ----------------- | -------------- | --------------------------- | ----------------------------- | --------------------- | -------------- | -------------- |
| 2.7 i V6 24V SE (203 Hp)  | 4                 | 203            | 187                         | 9.4                           | 64                    | 1998           | 2003           |
| 3.2 i V6 24V ES (228 Hp)  | 4                 | 228            | 192                         | 8.6                           | 64                    | 1998           | 2002           |
| 3.5 i V6 24V ES (237 Hp)  | 4                 | 237            | 187                         | 8.6                           | 65                    | 2002           | 2004           |
| 3.5 i V6 24V R/T (247 Hp) | 4                 | 247            | 215                         | 7.7                           | 64                    | 2000           | 2003           |